# Dream Pop
Dream Pop ist ein Subgenre des Alternative Rock beziehungsweise des Indie-Pop.

## Entstehungsgeschichte des Genrebegriffs
Dream Pop entstand im Vereinigten Königreich der mittleren bis späten 1980er Jahre, als Bands wie Cocteau Twins, The Chameleons oder A. R. Kane (in einer Rezension über ihn tauchte der Name zum ersten Mal auf) Elemente des Post-Punk sowie Ethereal mit leichten Pop-Melodien vermischten. Der Begriff wurde besonders in den Vereinigten Staaten auch später häufig anstelle von Shoegaze verwendet, aber z. B. auch vom britischen Melody-Maker-Magazin, z. B. von den Journalisten Simon Reynolds und Chris Roberts.

## Stil
Die Essenz des Dream Pop ist eine Fokussierung auf ätherische Texturen und Stimmungen anstatt auf antreibende Rockriffs. Gehauchte, oftmals hohe Frauenstimmen oder fast geflüsterte Männerstimmen bestimmen üblicherweise den Gesang. Songtexte haben oft introspektive oder existenzielle Motive. Album-Cover neigen oft zu sehr minimalistischen Designs und/oder weichen, pastellenen oder verschwommenen Bildern, ohne Schriftzüge auf ihnen. Die Album-Cover sind oft naturbezogen. Das 4AD-Plattenlabel ist eines der meist erwähnten Labels im Zusammenhang mit Dream Pop, doch auch Label wie Creation, Fontana oder Slumberland haben diesbezüglich stilprägende Tonträger veröffentlicht.

## Geschichte und wichtige Künstler

### Einflüsse
Frühe Songs, welche das Genre beeinflusst haben, sind unter anderem Sunday Morning von The Velvet Underground und #9 Dream von John Lennon. Diese Songs beinhalten bereits alle wichtigen Elemente des Dream Pop, zum Beispiel gehauchter Gesang und atmosphärischer, weiter Klang. Andere Künstler, die als Einflüsse gelten, sind unter anderem Cocteau Twins, Sonic Youth, Hüsker Dü, Spacemen 3, The Cure sowie Galaxie 500 (siehe deren Album On Fire).

### Anfangszeiten
In den späten 1980er bis zu den frühen 1990er Jahren repräsentierten britische Bands wie Seefeel, die frühen The Verve, Kitchens of Distinction, The Flaming Lips, The Chameleons, The Dream Academy oder No-Man das Genre.
Ebenso entstand etwa zur gleichen Zeit eine gitarrenorientiertere Dream-Pop-Szene in den Vereinigten Staaten mit Bands wie Mazzy Star oder Ars Poetica. In Europa mischten manche Dream-Pop-Bands auch Folk-Elemente oder Elektro-Inhalte in ihre Kompositionen. Eine wichtige Band dieses „Mixstils“ ist The Legendary Pink Dots.

### Weitere Entwicklung
In den späten 1990ern und frühen 2000ern wurden auch Bands wie Sigur Rós, The Flaming Lips, Mercury Rev, Dubstar, Asobi Seksu, Broken Social Scene, Readymade, Halou oder Trespassers William mit diesem Genrenamen belegt. Viele wurden auch als Shoegaze kategorisiert, woraus sich bei Musikkritikern ein neues Subgenre, Nu Gaze, ergab; auf manche dieser Bands wurde auch der Begriff Ambient Pop angewendet.
Dream Pop wird oft als „Anti-Rock“-Genre angesehen, zusammen mit weiteren textuelleren Genres wie Trip-Hop, Slowcore oder Post-Rock.
2008 erlebte der Dream Pop eine unerwartete Renaissance, als relativ erfolgreiche Indie-Acts wie Silversun Pickups, The Hush Sound, Beach House oder Lykke Li Platten mit typischen Dream Pop-Elementen veröffentlichten. Auch The xx, School of Seven Bells oder die Wild Beasts werden zu dieser Renaissance gerechnet. Manche erfolgreiche Künstler haben sich Dream Pop angenähert, so zum Beispiel Goldfrapp. Diese fingen mit Dance an, wandten sich dann jedoch einem Mix aus Dream Pop und Folktronica zu.

## Einflüsse auf andere Genres
Ein lauterer, dynamischerer Stil des Dream Pop wurde als Shoegazing bekannt. Schlüsselbands des Shoegaze waren Lush, Slowdive, My Bloody Valentine   oder Catherine Wheel. Diese Bands behielten die atmosphärischen Teile des Dream Pops, fügten jedoch die Intensität von (wiederum vom Post-Punk beeinflussten) Bands wie The Chameleons oder Sonic Youth hinzu. Shoegaze nutzte also die Texturen und Stimmungen des Dream Pops, lehnte jedoch die Passivität des Genres ab.